# Syrrhopodon rigidus
Syrrhopodon rigidus är en bladmossart som beskrevs av W. J. Hooker och Greville 1825. Syrrhopodon rigidus ingår i släktet Syrrhopodon och familjen Calymperaceae. Inga underarter finns listade i Catalogue of Life.